# 马槟榔
马槟榔（学名：Capparis masaikai）是山柑科山柑属的植物，是中国的特有植物。分布在中国大陆的云南、贵州、广西等地，生长于海拔1,600米的地区，常生长在山坡道旁、沟谷、山坡密林中和石灰岩山上，目前尚未由人工引种栽培。

## 别名
水槟榔、山槟榔（云南西畴），太极子（云南中药别名）